# Neacola Mountains
Die Neacola Mountains bilden einen Gebirgszug der Aleutenkette im Südwesten Alaskas, etwa 160 km westsüdwestlich von Anchorage.

## Lage
Sie erheben sich westlich der Chigmit Mountains sowie südlich der Tordrillo Mountains und der westlichen Alaskakette. Sie bedecken mit einer Längsausdehnung von 200 km in Südwest-Nordost-Richtung sowie einer maximalen Breite von 50 km eine Fläche von etwa 8.000 km².
Der nordöstliche Teil des Gebirges ist vergletschert und erreicht im Mount Neacola eine Höhe von 2873 m. Im Osten wird das Gebirge durch Lake Clark, Tlikakila River, Blockade Lake und Blockade-Gletscher von den weiter östlich gelegenen Chigmit Mountains getrennt. Der Chakachamna Lake, der Neacola River sowie der Telaquana River bilden die Abgrenzung zur westlichen Alaskakette sowie zu den Tordrillo Mountains. Der 945 m hohe Telaquana Pass bildet somit den Übergang zur westlichen Alaskakette, der 328 m hohe Lake Clark Pass den Übergang zu den Chigmit Mountains. An der Westflanke des Gebirges befinden sich mehrere Seen glazialen Ursprungs: Telaquana Lake, Turquoise Lake und Twin Lakes.
Der Lake-Clark-Nationalpark erstreckt sich über einen Teil der Neacola Mountains.

## Berge der Neacola Mountains
| - Mount Neacola (2873 m) - Telaquana Mountain (2460 m) - Lobsterclaw Peak (2377 m) | - Ch'akajabena Mountain (2295 m) - Mount Anklyosaur (2235 m) |